# ラフ・アンド・レディ
『ラフ・アンド・レディ』(Rough and Ready) は、1971年にリリースされたジェフ・ベック・グループのアルバム。
前作発表後、1969年11月にベックは交通事故を起こし、三ヶ月の入院生活を送る。その間にティム・ボガート、カーマイン・アピスらとの新バンド構想は頓挫し、ティムとカーマインはカクタスを結成する。ベックは退院後再びメンバー探しを行い、メンバーが確定したのは結局一年以上たった1971年5月のことであった。第二期ジェフ・ベック・グループはロンドンのアイランド・スタジオでニュー・アルバムのレコーディングを開始する。
本作ではブラック・ミュージックからの多大な影響が見て取れる。メンバーにボブ・テンチ、クライヴ・チャーマンといった黒人アーティストを加えた点からも、ベックがブラック・ミュージックに対するこだわりを持っていたことが窺える。
1970年代のレコードには4チャンネル・ステレオ盤が存在し、本作も4チャンネル盤がリリースされたが、ミックスが異なっており、中にはテイクが異なる曲も存在している。2005年には本作セッションのマスターテープをそのまま収録した『Rough And Ready Reel Masters』という海賊盤がリリースされ、セッションの全容が明らかになった。

## 曲目
1. ガット・ザ・フィーリング - I Got The Feeling (J. Beck) 4:46
2. シチュエイション - Situation (J. Beck) 5:26
3. ショート・ビジネス - Short Business (J. Beck) 2:34
4. マックス・チューン - Max's Tune (Raynes Park Blues) (M. Middleton) 8:24
5. アイヴ・ビーン・ユーズド - I've Been Used (J. Beck) 3:40
6. ニュー・ウェイズ／トレイン・トレイン - New Ways / Train Train (J. Beck) 5:52
7. ジョディ - Jody (J. Beck-B. Short) 6:06

## パーソナル
- ジェフ・ベック: ギター、ベース、プロデュース
- マックス・ミドルトン: ピアノ、キーボード
- コージー・パウエル: ドラムス
- クライヴ・チャーマン: ベース
- ボブ・テンチ: ヴォーカル、ギター